# Anna Paulsen
Anna Sophie Paulsen (* 29. März 1893 in Hoirup in Nordschleswig; † 30. Januar 1981 in Heide) war eine evangelisch-lutherische Theologin. Sie war eine der ersten promovierten Theologinnen in Deutschland.

## Herkunft und Ausbildung
Anna Paulsen war eine Tochter von Paul Düyssen Paulsen (* 19. August 1857 in Hoyer; † 16. November 1904 in Ballum) und dessen Ehefrau Anna Margarete, geborene Brodersen (* 1. Februar 1862 in Gath; † 8. April 1951 in Schleswig). Der Großvater mütterlicherseits, Karsten Brodersen (1826–1862), war verheiratet mit Anna, geborene Paulsen (1826–1893). Er besaß einen Hof und war als Deichgraf im Ruttebüller Koog sowie in Gath tätig.
Paulsen Vater war seit 1888 Pastor in Hoyer und wurde 1896 zum Pastor von Ballum ernannt, wohin die Familie ihren Wohnsitz verlegte. Er stand der Inneren Mission und der Erweckungsbewegung nahe. Nach dem Tod des Vaters nach längerer Krankheit 1904, zog Paulsen mit ihrer Mutter und drei jüngeren Schwestern im Frühjahr 1905 nach Tondern, wo die verwitwete Mutter ein Haus erwarb. Im Jahr 1912 verkaufte die Mutter den Wohnsitz und zog mit ihren Töchtern in eine Wohnung nach Flensburg.
Paulsen wuchs zweisprachig auf: Im rein dänischsprachigen Ballum sprach sie auf der Straßen, in der Kirche und im Religionsunterricht Dänisch, in der Schule für Höhere Töchter in Tondern und in der Familie Deutsch. Sie behielt diese Zweisprachigkeit lebenslang bei. Nach dem Abschluss der Mädchenschule strebte sie anfangs eine Ausbildung als Lehrerin an und absolvierte eine einjährige Lehrerausbildung in Schleswig. Danach entschied sie sich für ein Hochschulstudium, für das sie eine Hochschulreife benötigte. Sie besuchte daher als Externe ein Gymnasium in Hamburg. 1912 legte sie dort die Abiturprüfungen ab. Während dieser Zeit erkrankte sie aufgrund unzureichender Ernährung und Überanstrengungen an Tuberkulose und reiste zur Kur nach Davos. Anschließend arbeitete sie drei Jahre als Hauslehrerin in der Familie eines Pastors.
Ab dem Sommersemester 1916 studierte Paulsen Philosophie, Germanistik und Geschichte an der Universität Kiel. Sie wechselte zur Theologie und hörte insbesondere bei Erich Schaeder. Im Wintersemester 1917/18 wechselte sie an die Universität Tübingen und besuchte Vorlesungen insbesondere von Adolf Schlatter, Otto Scheel, Paul Volz und Johannes Haller. Das Sommersemester 1919 verbrachte sie an der Universität Münster und hörte bei Karl Heim. Danach ging sie erneut nach Kiel und studierte Alttestamentarische Theologie bei Ernst Sellin, Systematische Religionswissenschaft bei Hermann Mandel und besuchte Vorlesungen von Heinrich Scholz. Die Kieler Universität gewährte ihr im Wintersemester 1920/21 ein Konviktstipendium. Im März 1921 bestand sie das Fakultätsexamen für Theologiestudentinnen. Das Pfarramt stand ihr als Frau damals nicht offen. Erst ab 1927 konnten Frauen als Vikarinnen den Pastorenberuf ausüben, allerdings eingeschränkt auf die Kinder- und Frauenarbeit und ohne vollgültige Ordination.

## Wirken
Nach dem Studium erhielt Paulsen eine Stelle am „Haus der Morgenländischen Frauenmission“ in Berlin und übernahm dort die Ausbildung von Katechetinnen. Begleitend hierzu besuchte sie an der Berliner Universität Vorlesungen von Adolf Harnack und Reinhold Seeberg. Während dieser Zeit schrieb sie ihre Dissertation über Die Überwindung des protestantischen Schriftprinzips durch einen historischen Offenbarungsbegriff unter dem Einfluß des württembergischen Biblizismus mit besonderer Betonung seines theosophischen Gedankenkreises. Im November 1924 wurde sie über dieses Thema an der Universität Kiel zur Lizentiatin der Theologie promoviert. In ihrer Schrift erarbeitete sie ein fundiertes Schriftprinzip, das nicht an die Lehre der Verbalinspiration der Bibel gebunden war, und eine glaubhafte Darstellung der Offenbarung. Sie war die erste promovierte Theologin in Kiel und auch deutschlandweit eine der ersten überhaupt. Sie erhielt, wie damals im Fach Theologie üblich, den Grad Lic. theol., der erst Jahre später in einen Dr. theol. umgewandelt wurde. Daher wurde sie bis ins hohe Alter als „Lic. Anna“ bezeichnet.
Nach der Promotion gründete Paulsen 1925 eine Bibelschule an der 1914 von Johannes Burckhardt ins Leben gerufenen evangelischen Bildungsstätte „Burckhardthaus“ in Berlin-Dahlem mit, die im Oktober 1926 den Betrieb aufnahm. Paulsen leitete diese „Bibel- und Jugendschule/Seminar für kirchlichen Frauendienst“ gemeinsam mit Pastor Wilhelm Thiele bis gegen Ende des Zweiten Weltkriegs. Sie verhalfen dort Gemeindehelferinnen nicht nur zu einer praktisch-sozialen Grundlage ihres Berufs, sondern bildeten sie auch theologisch aus. Anna Paulsen gehörte zu den Gründerinnen der Berneuchener Bewegung und war 1926 neben Ruth von Kleist-Retzow die einzige Frau unter den 70 Unterzeichnenden des Berneuchener Buches. Während ihrer Tätigkeit am Burckhardthaus lernte sie wichtige Persönlichkeiten der Bekennenden Kirche, darunter Paul Tillich, Hermann Schafft, Walter Künneth, Günther Dehn und Otto Riethmüller kennen. Sie freundete sich eng mit Elly Heuss-Knapp an.
In der Zeit des Dritten Reichs übte sie Kritik an der Rassenlehre und der Überhöhung der arische Rasse. Die „völkische Selbstvergötzung“ bezeichnete sie als unchristlich. In zwei Monographien kritisierte sie ebenfalls die nationalsozialistische Frauenrolle. Zwar sah sie die Mutterschaft als den wichtigsten Beruf der Frau an, sprach sich aber gleichzeitig für die Erwerbstätigkeit von Frauen aus. Seit 1940 Mitglied des sogenannten Vikarinnenausschusses der Bekennenden Kirche der Altpreußischen Union setzte sie sich ab 1942 nach anfänglichem Zögern für die Frauenordination in der Bekennenden Kirche ein.
Gegen Ende des Zweiten Weltkriegs wurde Berlin ein zunehmend wahrscheinliches Ziel alliierter Bombenangriffe. Paulsen zog daher in die Wohnung ihrer Mutter nach Schleswig, in der auch eine ihrer Schwester lebte. Abgesehen von den Jahren 1946 bis 1950, während derer britische Besatzer über die Wohnung verfügten, blieb sie hier bis kurz vor ihrem Lebensende. Das von Paulsen mitgegründete „Burckhardthaus“, in dem sie weiterhin arbeitete, hatte seinen Sitz nach Gelnhausen verlegt. Paulsen engagierte sich dort und unterrichtete als erste Referentin für Frauenfragen bei der EKD. Kurz nach Ende des Zweiten Weltkriegs gründete sie gemeinsam mit Werner Kohlschmidt und Friedrich Heyer in Kiel die „Kirchliche Schule“, die Studenten schon im Sommersemester 1945, während die Universität noch geschlossen war, Vorlesungen anbot. Die Kieler Universität ernannte sie auch aus diesem Grund 1953 anlässlich ihres 60. Geburtstages zur Ehrendoktorin. Paulsen bereitete Frauen theologisch und praktisch auf die priesterliche Arbeit vor und setzte sich weiter für die Ordination von Frauen ein, betonte dabei aber die besonderen Gaben und Aufgaben der Frauen.
Begleitend hierzu forschte und lehrte sie primär über die Auslegung der Existenzialphilosophie von Søren Kierkegaard, mit dem sie sich bereits in frühen Jahren angeregt von ihrem Vater beschäftigt hatte. Im Ruhestand gab sie 1955 als ihre wohl wichtigste Arbeit eine wissenschaftliche Biografie Kierkegaards heraus. Danach schrieb sie weitere Bücher über dessen Schaffen, so 1973 die Redeninterpretation Menschsein heute oder kurz vor Lebensende 1981 Der Mensch von heute vor der Gottesfrage. Dieses Buch ging nach ihrem Tod in den Druck. Paulsen blieb unverheiratet. Sie starb nach kurzer Krankheit in einem Pflegeheim.

## Erinnerung
- In Kiel erhielt 1991 das Gebäude des Kirchenarchivs der Nordelbischen Kirche (heute: Landeskirchliches Archiv der Nordkirche) im Winterbeker Weg, das auch ihren Nachlass verwahrt, den Namen „Anna-Paulsen-Haus“.
- 1994 eröffnete das „Frauenstudien- und Bildungszentrum der EKD“ in Gelnhausen unter ihrem Namen.[4]